# Presidente della Costa Rica
Il presidente della Repubblica di Costa Rica è il capo dello stato e del governo del paese. Attualmente, il presidente è eletto tramite elezioni dirette per un periodo di quattro anni che non può essere rinnovato immediatamente. Il presidente e i due vicepresidenti sono eletti allo stesso modo. Il Consiglio dei ministri è nominato dal presidente. A causa dell'abolizione dell'esercito nel 1948, il presidente del Costa Rica non è comandante in capo, a differenza della regola nella maggior parte degli altri paesi. Tuttavia, la Costituzione del paese lo designa come comandante in capo delle forze pubbliche per la protezione civile.
Dal 1969 al 2005, il presidente non poteva chiedere la rielezione. Un presidente in carica può ricandidarsi dopo aver atteso almeno otto anni dopo aver lasciato l'incarico dopo che la Corte Suprema ha ribaltato l'emendamento che impediva la rielezione nel 2005.

## Elezione
Il presidente della Costa Rica viene eletto tramite un sistema modificato a due turni, in cui un candidato deve ottenere almeno il 40% dei voti per vincere al primo turno; Si svolge un ballottaggio tra i due candidati con il maggior numero di voti nel caso in cui nessun candidato vinca al primo turno.

## Titoli di studio
I seguenti requisiti sono necessari per essere nominati presidente o vicepresidente della Repubblica ai sensi dell'articolo 131 della Costituzione:
1. Essere costaricano di nascita e cittadino in esercizio;
2. Avere uno status secolare;
3. Avere più di trent'anni.»

## Attributi e doveri
Secondo l'articolo 139 della Costituzione della Costa Rica, il presidente ha solo il diritto di esercitare i seguenti poteri:
1. Nominare e revocare liberamente i ministri del governo;
2. Rappresentare la Nazione negli atti di carattere ufficiale;
3. Esercitare il comando supremo delle forze pubbliche;
4. Presentare all'Assemblea Legislativa, all'inizio del primo periodo annuale di sessioni, un messaggio scritto relativo alle varie questioni dell'Amministrazione e dello stato politico della Repubblica e nel quale deve, inoltre, proporre i provvedimenti che giudica importante per il buon funzionamento del Governo e il progresso e il benessere della Nazione;
5. Comunicare preventivamente all'Assemblea Legislativa, quando intende lasciare il Paese, i motivi del suo viaggio.»

L'articolo 140 attribuisce al presidente i seguenti compiti  insieme al rispettivo ministro:
1. nominare e revocare liberamente i membri della forza pubblica, gli impiegati ei funzionari che esercitano uffici di fiducia, e gli altri che, in casi molto qualificati, la legge della funzione pubblica determina;
2. Nominare e revocare, fatti salvi i requisiti previsti dalla Legge sulla [] Pubblica Amministrazione, il resto dei [pubblici] dipendenti a loro carico;
3. Sanzionare e promulgare le leggi, regolarle, eseguirle e provvedere al loro esatto adempimento;
4. Nei recessi dell'Assemblea Legislativa, decretare la sospensione [dei] diritti e garanzie di cui al comma 7) dell'articolo 121[,] negli stessi casi e con le stesse limitazioni ivi stabilite[,] e renderne immediatamente conto all'Assemblea. Il decreto di sospensione delle garanzie equivale, ipso facto, alla convocazione in seduta dell'Assemblea, che deve riunirsi entro le quarantotto ore successive. Se l'Assemblea non conferma il provvedimento con i due terzi dei voti della totalità dei suoi componenti, le garanzie si intendono ripristinate. Se per mancanza di numero legale l'Assemblea non può riunirsi, lo farà il giorno successivo con un numero qualsiasi di Deputati. In questo caso, il decreto del Potere Esecutivo deve essere approvato con [un] voto di non meno dei due terzi dei presenti;
5. Esercitare l'iniziativa nella formazione delle leggi, e il diritto di veto;
6. Mantenere l'ordine e la tranquillità della Nazione, prendere le misure necessarie [providencias] per la salvaguardia delle libertà pubbliche;
7. Provvedere alla riscossione e all'investimento dei redditi nazionali in conformità con le leggi;
8. Curare il buon funzionamento dei servizi amministrativi e delle dipendenze;
9. Eseguire e far adempiere quanto deciso [su] o disposto [per] nelle materie di loro competenza [da] i tribunali di giustizia e gli organi elettorali, su sollecitazione degli stessi;
10. Celebrare accordi, trattati pubblici e concordati, promulgarli ed eseguirli una volta approvati dall'Assemblea Legislativa o da un'Assemblea Costituente quando tale approvazione è richiesta dalla presente Costituzione. I protocolli derivati da quei trattati pubblici o accordi internazionali che non richiedono l'approvazione legislativa entreranno in vigore una volta promulgati dal Potere Esecutivo.
11. Per rendere all'Assemblea Legislativa i rapporti che sollecita da essa è l'uso delle sue attribuzioni;
12. Dirigere le relazioni internazionali della Repubblica;
13. Ricevere i Capi di Stato, nonché le rappresentanze diplomatiche, e ammettere i Consoli delle altre nazioni;
14. Convocare l'Assemblea Legislativa in sessioni ordinarie e straordinarie;
15. Inviare all'Assemblea Legislativa il disegno di legge del Bilancio Nazionale nei tempi e con i requisiti determinati dalla presente Costituzione;
16. Disporre della forza pubblica per preservare l'ordine, la difesa e la sicurezza del Paese;
17. Rilasciare patenti di navigazione;
18. a darsi i regolamenti appropriati per il regime interno dei loro uffici e ad emanare gli altri regolamenti e ordinanze necessarie per la pronta esecuzione delle leggi;
19. Sottoscrivere i contratti amministrativi non compresi nel paragrafo 14) dell'articolo 121 di questa Costituzione, con riserva di sottoporli all'approvazione dell'Assemblea Legislativa quando stabiliscano [l']esenzione di imposte o tasse, o [quando] abbiano per hanno per oggetto lo sfruttamento di servizi pubblici, risorse naturali o ricchezza dello Stato.
20. L'approvazione legislativa di questi contratti non conferirà loro carattere di legge né li esonererà dal loro regime giuridico amministrativo. Quanto previsto dal presente comma non si applicherà ai prestiti o ad altri contratti analoghi, di cui al comma 15) dell'articolo 121, che saranno disciplinati dalle loro norme speciali;
21. Adempiere agli altri doveri ed esercitare le altre attribuzioni che la presente Costituzione e le leggi conferiscono loro.»

## Limitazioni
La Costituzione stabilisce anche limitazioni ai poteri del presidente  che possono essere perseguiti in caso di violazione.
Articolo 148.
Articolo 149
1. Quando compromettono in qualsiasi forma la libertà, l'indipendenza politica o l'integrità territoriale della Repubblica;
2. Quando impediscono o ostacolano direttamente o indirettamente le elezioni popolari, o violano i principi dell'alternanza nell'esercizio della Presidenza o della libera successione presidenziale, o contro la libertà, l'ordine o la purezza del suffragio;
3. Quando impediscono o ostacolano le funzioni proprie dell'Assemblea Legislativa o ne limitano la libertà e l'indipendenza;
4. Quando si rifiutano di pubblicare o eseguire le leggi o altri atti legislativi;
5. Quando impediscono o ostacolano le funzioni proprie del Potere Giudiziario, o [quando] restringono la libertà con cui i Tribunali devono giudicare le cause sottoposte alla loro decisione, o quando ostacolano in qualche forma le funzioni che corrispondono agli organi elettorali oi comuni;
6. Per tutti gli altri casi in cui il Potere Esecutivo per azione od omissione viola qualche espressa legge.»

## Ultime elezioni
| Candidato                                                   | Candidato                               | Partito                                      | Primo round | Primo round | Secondo round | Secondo round |
| Candidato                                                   | Candidato                               | Partito                                      | Voti        | %           | Voti          | %             |
| ----------------------------------------------------------- | --------------------------------------- | -------------------------------------------- | ----------- | ----------- | ------------- | ------------- |
|                                                             | José María Figueres Olsen               | Partito Liberazione Nazionale                | 497,966     | 27.26       | 884,029       | 47.12%        |
|                                                             | Rodrigo Chaves Robles                   | Partito per il Progresso Social Democratico  | 305,157     | 16.70       | 991,955       | 52.88%        |
|                                                             | Fabricio Alvarado Muñoz                 | Partito della Nuova Repubblica               | 270,800     | 14.82       |               |               |
|                                                             | Lineth Saborio Chaverri                 | Partito Unità Sociale Cristiana              | 225,866     | 12.36       |               |               |
|                                                             | Eliécer Feinzaig Mintz                  | Partito Liberale Progressista                | 225,239     | 12.33       |               |               |
|                                                             | José María Villalta Florez-Estrada      | Fronte Ampio                                 | 158,991     | 8.70        |               |               |
|                                                             | Rolando Araya Monge                     | Un solo Costa Rica                           | 17,317      | 0.95        |               |               |
|                                                             | Natalia Díaz Quintana                   | Uniti si può                                 | 14,965      | 0.82        |               |               |
|                                                             | Greivin Moya Carpio                     | Partito della Forza Nazionale                | 14,309      | 0.78        |               |               |
|                                                             | Welmer Ramos Gonzáles                   | Partito Azione Cittadina                     | 12,135      | 0.66        |               |               |
|                                                             | Sergio Mena Díaz                        | Partito della Nuova Generazione              | 11,027      | 0.60        |               |               |
|                                                             | Óscar Andrés López Arias                | Partito Accessibilità Senza Esclusione       | 10,736      | 0.59        |               |               |
|                                                             | Rodolfo Hernández Gómez                 | Partito Social Cristiano Repubblicano        | 10,692      | 0.59        |               |               |
|                                                             | Eduardo Cruickshank Smith               | Partito Restaurazione Nazionale              | 10,000      | 0.55        |               |               |
|                                                             | Federico Malavassi Calvo                | Partito dell'Unione Liberale                 | 6,575       | 0.36        |               |               |
|                                                             | Carmen Quesada Santamaría               | Partito Costaricano per la Giustizia Sociale | 6,472       | 0.35        |               |               |
|                                                             | Maricela Morales Mora                   | Unione Democratico Costaricano               | 5,734       | 0.31        |               |               |
|                                                             | Christian Rivera Paniagua               | Alleanza Democratica Cristiana               | 5,098       | 0.28        |               |               |
|                                                             | Óscar Campos Chavarría                  | Partito degl'Incontri Nazionali              | 4,263       | 0.23        |               |               |
|                                                             | Rodolfo Piza Rocafort                   | Our People Party                             | 3,106       | 0.17        |               |               |
|                                                             | Walter Múñoz Céspedes                   | Partito Nazionale dell'Integrazione          | 2,975       | 0.16        |               |               |
|                                                             | Roulan Jiménez Chavarría                | Movimento Socialdemocratico Costaricano      | 2,137       | 0.12        |               |               |
|                                                             | Martín Chinchilla Castro                | Popolo Unito                                 | 1,958       | 0.11        |               |               |
|                                                             | Jhon Vega Masís                         | Partito dei Lavoratori                       | 1,772       | 0.10        |               |               |
|                                                             | Luis Alberto Cordero Arias              | Movimento Libertario                         | 1,753       | 0.10        |               |               |
| Voti non validi/vuoti                                       | Voti non validi/vuoti                   | Voti non validi/vuoti                        | 26,454      | –           | -             | –             |
| Totale                                                      | Totale                                  | Totale                                       | 1,818,725   | 100         | -             | 100           |
| Elettori registrati/affluenza alle urne                     | Elettori registrati/affluenza alle urne | Elettori registrati/affluenza alle urne      | 3,541,908   | 59.74       |               | -             |
| Fonte: TSE (88,20 % delle commissioni elettorali elaborate) |                                         |                                              |             |             |               |               |